# The Vision Beautiful
Pour plus de détails, voir Fiche technique et Distribution.
The Vision Beautiful est un film muet américain réalisé par Colin Campbell et sorti en 1912.

## Fiche technique
- Réalisation : Colin Campbell
- Scénario : Eloïse Bradshaw
- Production : William Nicholas Selig
- Date de sortie :  États-Unis : 13 juin 1912

## Distribution
- Tom Santschi : Frère Peter
- Herbert Rawlinson : Frère Paul
- Hobart Bosworth
- Betty Harte